# Marvel Animation
Cet article concerne le studio ouvert en 2008. Pour le label Marvel Studios Animation utilisé par Marvel Studios depuis 2021, voir Marvel Studios#Séries sur Disney+.
Marvel Animation est un studio de production américain spécialisée dans l'animation assurant les adaptations de Marvel Entertainment, filiale de la Walt Disney Company.
Créé le 25 janvier 2008 et présidé par Dan Buckley, le studio produit principalement des séries télévisées d'animation et des films d'animation à destination du marché de la vidéo. 
Depuis 2010, la distribution des productions télévisées est assurée par le studio Marvel Television et les films par Walt Disney Home Entertainment, exception faite des co-productions japonaises, distribuées par Sony Pictures Television / Home Entertainment. Auparavant, le studio s'associait avec Lionsgate ou Sony Pictures Television pour se charger de la distribution.
Depuis 2019, le studio est une filiale de Marvel Studios, néanmoins, il continue de fonctionner indépendamment. En 2021, Marvel Studios commence également à utiliser le nom Marvel Studios Animation. Bien que crédité simplement Marvel Animation à l'écran, les productions diffusées sous ce nom ne sont pas produites par Marvel Animation mais directement par Marvel Studios qui utilise ce label afin de différencier ses productions animées des autres productions du studio.

## Historique
En 2004, Marvel annonce s'être associée avec le studio Lionsgate pour une série composée de huit films d'animations pour le marché de la vidéo. Un an plus tard, la société créée le studio Marvel Animation pour produire les films.
En 2010, le studio s'associe avec les studios japonais Madhouse et Sony Pictures Entertainment Japan pour développer et produire l'univers télévisée Marvel Anime. Cet univers reprend certains personnages de l'éditeur mais retravaillés de façon à attirer le public japonais. La même année le studio lance sa première production à destination d'une chaîne Disney avec Avengers : L'Équipe des super-héros, diffusée sur Disney XD.
En 2012, le studio lance la série Ultimate Spider-Man, première série d'un univers télévisuel simplement intitulé Marvel Universe et comprenant également les séries Avengers Rassemblement, Hulk et les Agents du S.M.A.S.H. et Les Gardiens de la Galaxie.
En 2018, le studio lancera la série d'animation Marvel Rising, première d'un nouvel univers télévisuel. La série sera suivi par le téléfilm d'animation Marvel Rising: Secret Warriors.
Le 11 février 2019, Disney annonce quatre séries télévisées d'animation pour adultes de super héros Marvel sur Hulu : MODOK, Hit-Monkey, Tigra et Dazzler et Howard the Duck.
Depuis le 21 juillet 2021, Disney a créé Marvel Studios Animation pour produire les futures séries de Disney+ et un renouvellement des saisons 3 et 4 de Spidey et ses amis extraordinaires pour Disney Junior.

## Productions

### Séries télévisées

#### Terminées
| Année     | Titre                                                        | Partenaires de production                                                 | Saisons | Chaine d'origine                                  | Chaine française                        | Univers                                     |
| --------- | ------------------------------------------------------------ | ------------------------------------------------------------------------- | ------- | ------------------------------------------------- | --------------------------------------- | ------------------------------------------- |
| 2000-2003 | X-Men: Evolution                                             | Film Roman HomeBoyz Entertainment (first 3 Episodes) Marvel Entertainment | 4       | The WB                                            | M6                                      |                                             |
| 2003      | Spider-Man : Les Nouvelles Aventures                         | Mainframe Entertainment Marvel Entertainment Sony Pictures Television     | 1       | MTV Game Time                                     | M6                                      |                                             |
| 2006-2010 | Les 4 Fantastiques : Les plus grands héros de tous les temps | Taffy Entertainment Cartoon Network M6 Marvel Entertainment               | 6       | Cartoon Network (saison 1-5) Disney XD (saison 6) | M6                                      |                                             |
| 2008-2009 | Spectacular Spider-Man                                       | Culver Entertainment Adelaide Productions Sony Pictures Television        | 2       | The CW (saison 1) Disney XD (saison 2)            | M6                                      |                                             |
| 2009      | Wolverine et les X-Men                                       | Toonz Entertainment First Serve International Noxxon Entertainment Inc.   | 1       | Nicktoons                                         | Cartoon Network                         | Univers télévisuel Marvel Animated Features |
| 2009-2012 | Iron Man: Armored Adventures                                 | Method Animation Fabrique D'Images LuxAnimation                           | 2       | Nicktoons                                         | France 2 (saison 1) France 4 (saison 2) |                                             |
| 2009-2011 | The Super Hero Squad Show                                    | Film Roman Ingenious Media LuxAnimation                                   | 2       | Cartoon Network                                   | Disney XD                               |                                             |
| 2010      | Iron Man                                                     | Madhouse                                                                  | 1       | Animax                                            | Game One                                | Univers télévisuel Marvel Anime             |
| 2010-2013 | Avengers : L'Équipe des super-héros                          | Film Roman Ingenious Media Man of Action Studios (en)                     | 2       | Disney XD                                         | Disney XD (câble) France 4 (en clair)   | Univers télévisuel Marvel Animated Features |
| 2011      | Wolverine                                                    | Madhouse                                                                  | 1       | Animax                                            | Game One                                | Univers télévisuel Marvel Anime             |
| 2011      | X-Men                                                        | Madhouse                                                                  | 1       | Animax                                            | Game One                                | Univers télévisuel Marvel Anime             |
| 2011      | Blade                                                        | Madhouse                                                                  | 1       | Animax                                            | Game One                                | Univers télévisuel Marvel Anime             |
| 2012-2017 | Ultimate Spider-Man                                          | Man of Action Studios (en) Film Roman                                     | 4       | Disney XD                                         | Disney XD (câble) France 4 (en clair)   | Univers télévisuel Marvel Universe          |
| 2013-2015 | Hulk et les Agents du S.M.A.S.H.                             | Film Roman                                                                | 2       | Disney XD                                         | Disney XD (câble) France 4 (en clair)   | Univers télévisuel Marvel Universe          |
| 2013-2019 | Avengers Rassemblement                                       | Man of Action Studios (en) Karactaz Animation                             | 5       | Disney XD                                         | Disney XD (câble) France 4 (en clair)   | Univers télévisuel Marvel Universe          |
| 2015-2019 | Les Gardiens de la Galaxie                                   |                                                                           | 3       | Disney XD                                         | Disney XD (câble) France 4 (en clair)   | Univers télévisuel Marvel Universe          |
| 2017      | Rocket & Groot (shortcom)                                    | Passion Pictures                                                          | 2       | Disney XD                                         | Disney XD                               | Univers télévisuel Marvel Universe          |
| 2017      | Ant-Man (shortcom)                                           | Passion Pictures                                                          | 1       | Disney XD                                         | Disney XD                               | Univers télévisuel Marvel Universe          |
| 2017-2020 | Spider-Man                                                   |                                                                           | 3       | Disney XD                                         | Disney XD France Disney+                | Univers télévisuel Marvel Universe          |
| 2017-2020 | Marvel Super Hero Adventures (shortcom)                      | Atomic Cartoons (en)                                                      | 3       | Disney Channel Disney Junior YouTube DisneyNOW    | Disney Junior France                    |                                             |
| 2018-2019 | Marvel Rising                                                |                                                                           | 2       | Disney XD Disney Channel YouTube                  | Disney+                                 | Univers télévisuel Marvel Rising            |
| 2021      | M.O.D.O.K.                                                   | Stoopid Buddy Stoodios Marvel Television                                  | 1       | Hulu                                              | Disney+                                 |                                             |
| 2022      | Hit-Monkey                                                   | Floyd County Productions Marvel Television                                | 1       | Hulu                                              | Disney+                                 |                                             |
| 2023-2025 | Moon Girl et le Dinosaure                                    | Disney Television Animation Cinema Gipsy Productions                      | 2       | Disney Channel                                    | Disney Channel France                   |                                             |

#### En cours
| Année | Titre                              | Partenaires de production                                | Saisons | Chaine d'origine                | Chaine française              | Univers |
| ----- | ---------------------------------- | -------------------------------------------------------- | ------- | ------------------------------- | ----------------------------- | ------- |
| 2021- | Spidey et ses amis extraordinaires | Atomic Cartoons (en) Marvel Studios (depuis la saison 2) | 3       | Disney Junior et Disney Channel | Disney Junior France et Gulli |         |

#### Prochainement
| Année      | Titre                            | Partenaires de production                               | Saisons | Chaine d'origine         | Chaine française                | Univers |
| ---------- | -------------------------------- | ------------------------------------------------------- | ------- | ------------------------ | ------------------------------- | ------- |
| Août 2025- | Iron Man et ses Amis Incroyables | Atomic Cartoons (en) Disney Jr Marvel Studios Animation | 1       | Disney Junior et Disney+ | Disney Junior France et Disney+ |         |

### Films d'animation
| Année | Titre                                                 | Partenaires de production                     | Univers                                |
| ----- | ----------------------------------------------------- | --------------------------------------------- | -------------------------------------- |
| 2006  | Ultimate Avengers                                     | MLG Productions                               | Univers vidéo Marvel Animated Features |
| 2006  | Ultimate Avengers 2                                   | MLG Productions                               | Univers vidéo Marvel Animated Features |
| 2007  | Iron Man                                              | MLG Productions                               | Univers vidéo Marvel Animated Features |
| 2007  | Docteur Strange                                       | MLG Productions                               | Univers vidéo Marvel Animated Features |
| 2008  | Next Avengers                                         | MLG Productions                               | Univers vidéo Marvel Animated Features |
| 2009  | Hulk Vs Thor / Wolverine                              | MLG Productions                               | Univers vidéo Marvel Animated Features |
| 2010  | Planète Hulk                                          | MLG Productions                               | Univers vidéo Marvel Animated Features |
| 2011  | Thor : Légendes d'Asgard                              | MLG Productions                               | Univers vidéo Marvel Animated Features |
| 2013  | Iron Man : L'Attaque des technovores                  | Madhouse                                      | Univers vidéo Marvel Anime             |
| 2013  | Iron Man and Hulk: Heroes United                      |                                               | Univers vidéo Heroes United            |
| 2014  | Avengers Confidential : La Veuve noire et le Punisher | Madhouse                                      | Univers vidéo Marvel Anime             |
| 2014  | Iron Man and Captain America: Heroes United           |                                               | Univers vidéo Heroes United            |
| 2015  | Marvel Super Heroes : Les Gladiateurs de la Glace     | Man of Action Studios (en) Karactaz Animation | Univers vidéo Marvel Universe          |
| 2016  | Hulk, le royaume des cauchemars (en)                  |                                               | Univers vidéo Marvel Universe          |

### Téléfilms
| Année | Titre                              | Partenaires de production | Chaine d'origine            | Chaine francophone | Univers                          |
| ----- | ---------------------------------- | ------------------------- | --------------------------- | ------------------ | -------------------------------- |
| 2018  | Marvel Rising: Secret Warriors     |                           | Disney Channel / Disney XD  | Disney+ Belgique   | Univers télévisuel Marvel Rising |
| 2019  | Marvel Rising: Chasing Ghosts      |                           | Marvel HQ YouTube (01/2019) | Inédit             | Univers télévisuel Marvel Rising |
| 2019  | Marvel Rising: Heart of Iron       |                           | Marvel HQ YouTube (03/2019) | Disney+ France     | Univers télévisuel Marvel Rising |
| 2019  | Marvel Rising: Battle of the Bands |                           | Marvel HQ YouTube (08/2019) | Inédit             | Univers télévisuel Marvel Rising |
| 2019  | Marvel Rising: Operation Shuri     |                           | Marvel HQ YouTube (10/2019) | Inédit             | Univers télévisuel Marvel Rising |
| 2019  | Marvel Rising: Playing with Fire   |                           | Marvel HQ YouTube (12/2019) | Inédit             | Univers télévisuel Marvel Rising |

### Motion-comics
| Année | Titre                                    | Épisodes |
| ----- | ---------------------------------------- | -------- |
| 2009  | Astonishing X-Men: Gifted                | 6        |
| 2010  | Black Panthère                           | 6        |
| 2010  | Iron Man: Extremis                       | 6        |
| 2011  | Thor / Loki: Blood Brothers              | 4        |
| 2011  | Spider-Woman: Agent of S.W.O.R.D.        | 5        |
| 2012  | Astonishing X-Men: Dangerous             | 6        |
| 2012  | Astonishing X-Men: Torn                  | 6        |
| 2012  | Astonishing X-Men: Unstoppable           | 7        |
| 2013  | Inhumans                                 | 12       |
| 2013  | Wolverine: Origin                        | 6        |
| 2013  | Ultimate Wolverine Vs. Hulk              | 6        |
| 2014  | Wolverine Versus Sabretooth              | 6        |
| 2014  | Wolverine: Weapon X: Tomorrow Dies Today | 6        |
| 2014  | Eternals                                 | 10       |
| 2015  | Wolverine Versus Sabretooth: Reborn      | 4        |

## Univers de Marvel Animation
Ne pas confondre avec l'univers animé Marvel.
Les productions de Marvel Animation comprennent plusieurs séries télévisées animées et films d'animation basés sur les personnages de Marvel Comics.

### Marvel Universe sur Disney XD

Logo du Marvel Universe.

Le Marvel Universe sur Disney XD est un univers de séries télévisées animées et téléfilms animés qui comprend :
- Ultimate Spider-Man (2012-2017) : une série qui suit les aventures de Spider-Man et de ses amis.
- Avengers Rassemblement (2013-2019) : une série qui met en scène les Avengers dans des aventures épiques.
- Hulk et les Agents du S.M.A.S.H. (2013-2015) : une série qui suit les aventures du Hulk et de son équipe.
- Les Gardiens de la Galaxie (2015-2019) : une série qui met en scène les Gardiens de la Galaxie dans des aventures spatiales.
- Marvel Super Heroes : Les Gladiateurs de la Glace (2015) : un téléfilm qui met en scène les Avengers dans une aventure contre Loki et Ymir, le géant des glaces.
- Hulk, le royaume des cauchemars (en) (2016) : un téléfilm qui met en scène le Hulk dans une aventure contre les monstres.
- Les courts-métrages animés Rocket & Groot (2017) et Ant-Man (2017)

### Marvel Anime
Le Marvel Anime est une série de productions animées créées en collaboration avec le studio japonais Madhouse, comprenant notamment 4 séries ; Iron Man, Wolverine, X-Men et Blade ainsi que 2 films sortis directement en vidéo ; Iron Man : L'Attaque des technovores et Avengers Confidential : La Veuve noire et le Punisher.

### Marvel Animated Features

Logo du Marvel Animated Features.

Le Marvel Animated Features est une série de films d'animation directs-to-vidéo produits en collaboration avec MLG Productions et Lionsgate Films, ainsi que des séries télévisées animées. Les productions comprennent :
- Ultimate Avengers (2006)
- Ultimate Avengers 2 (2006)
- The Invincible Iron Man (2007)
- Docteur Strange (2007)
- Next Avengers: Heroes of Tomorrow (2008)
- Hulk Vs. (2009)
- Wolverine et les X-Men (2009)
- Planète Hulk (2010)
- Avengers : L'Équipe des super-héros (2010-2013)
- Thor : Légendes d'Asgard (2011)

### Autres univers
- Marvel Super Hero Adventures : une série de courts-métrages animés qui mettent en scène les super-héros de Marvel dans des aventures épiques.
- Marvel Rising : une série de productions animées qui mettent en scène de jeunes héros de Marvel.